# Viaduc du Recht

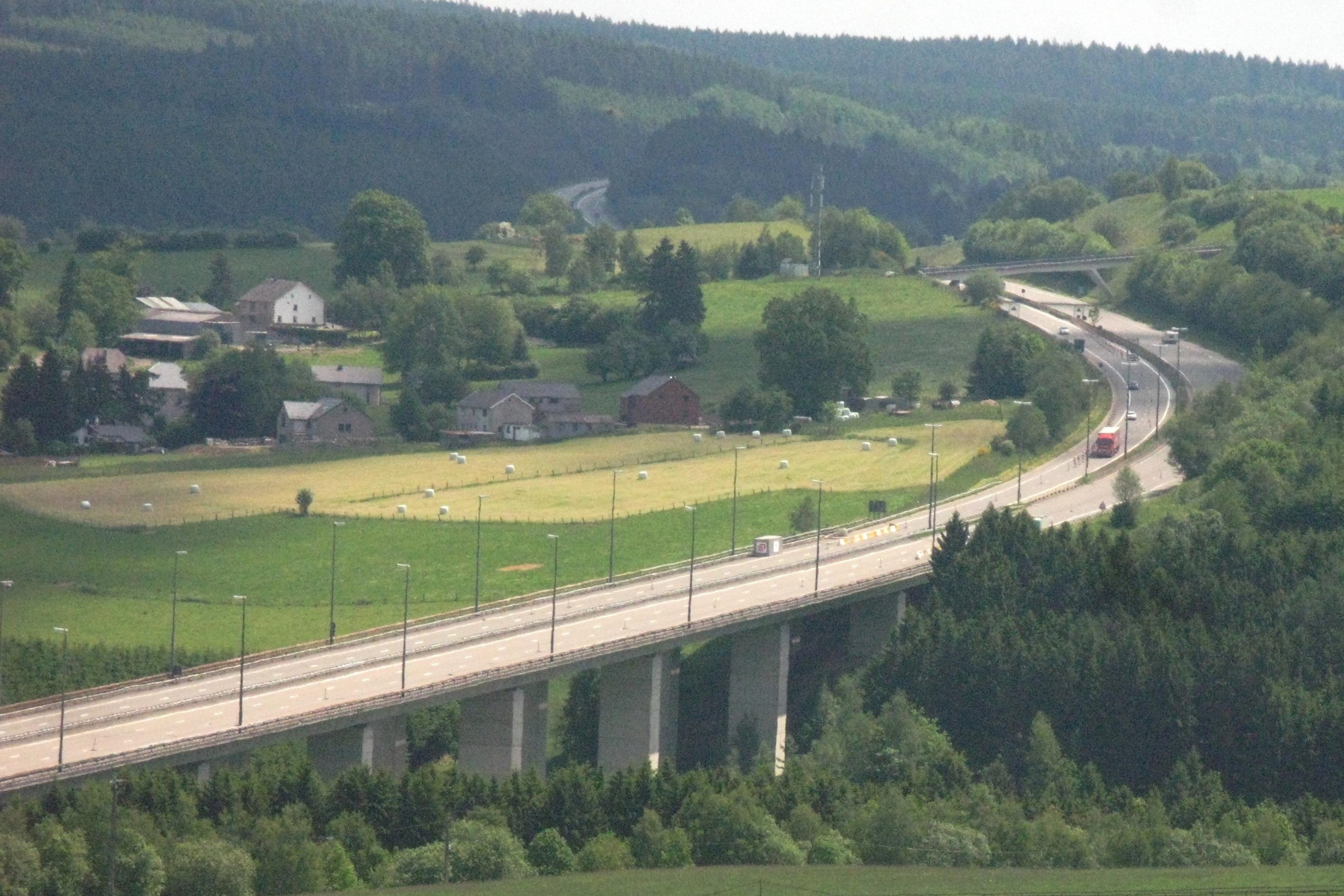
Viaduc du Recht

Het Viaduc du Recht is een dalviaduct in de E42/A27 in de Belgische provincie Luik.
Het viaduct overspant het dal van de Rechterbach ten noorden van Recht in de nabijheid van Pont. Ook overspant het viaduct de N666. Het 550 meter lange viaduct werd geopend in 1985, als onderdeel van de autosnelweg tussen Malmedy en Recht.
Ondanks de naam ligt het viaduct niet in Recht (deelgemeente van de Duitstalige gemeente Sankt Vith), maar wel in de Franstalige deelgemeente Bellevaux-Ligneuville, onderdeel van de gemeente Malmedy.